# المحقق كونان: التاريخ الأسود
التاريخ الأسود - تاريخ المواجهة مع المنظمة السوداء (باليابانية: ブラックヒストリー 黒の組織と対決の歴史) هي إحدى الإصدارات الخاصة لأنمي المحقق كونان، صدرت الحلقة في 17 ديسمبر 2007. الحلقة الخاصة هذه هي حلقة تلخيصية أنتجت كمقدمة لسلسلة حلقات «تصادم الأحمر والأسود» والتي عرضت في يناير من العام التالي، وتُسمى أحيانًا في صفوف المعجبين بالحلقة 490.1، وهي موجز تلخيصي مع بعض اللقطات الجديدة مدته 24 دقيقة لجميع الحلقات السابقة المحورية من المسلسل التي ظهرت فيها المنظمة السوداء، وتلتها حلقة معاد إنتاجها لسلسلة الحلقات 309-311 «الاتصال بالمنظمة السوداء».

## المقاطع المقتبسة
تضمنت هذه الحلقة الخاصة أحداثا محورية للمنظمة السوداء من 13 حلقة مع تعليق على الأحداث من قبل مؤدية صوت كونان مينامي تاكاياما.
1. الحلقة 1 «جريمة قتل الأفعوانية»:
  1. مشهد ركوب الأفعوانية وحدوث الجريمة.
  2. مشهد التحقيق في الجريمة.
  3. مشهد شينتشي وران بعد الجريمة.
  4. مشهد تجسس شينتشي على جين وفودكا، وإعطاءه العقار.
  5. مشهد شينتشي بعد التقلص.
2. الحلقة 128 «المنظمة السوداء: قضية سرقة مليار ين»:
  1. مشهد حدوث عملية السرقة.
  2. مشاهد متفرقة من الحلقة.
  3. مشهد قتل أكيمي وحديثها إلى كونان.
3. الحلقة 129 «الفتاة التي أتت من المنظمة السوداء»:
  1. مشهد استقبال هايبرا في الصف.
  2. مشهد كشف هايبرا عن اسمها الرمزي «شيري».
  3. مشهد فلاشباك لهروب هايبرا من المنظمة السوداء.
  4. مشهد بكاء هايبرا حول عدم تمكن كونان من إنقاذ أختها.
  5. مشهد حذف بيانات القرص الصلب من قبل فايروس بارون الليل.
4. الحلقة 176-178 «لقاء المنظمة من جديد»:
  1. مشهد اقتحام سيارة جين.
  2. مشهد التواجد في حفلة الفندق.
  3. مشهد حدوث جريمة قتل السياسي.
  4. مشهد اختطاف هايبرا
  5. مشهد استيقاظ هايبرا في غرفة التخزين وطلب كونان منها البحث عن شراب البايكارو.
  6. مشهد هروب هايبرا بهيئة شيهو إلى السطح وإطلاق النار عليها من قبل جين وإنقاذ كونان لها.
  7. مشهد ظهور بيسكو أمام هايبرا وقتله.
  8. مشهد بلموت في سيارة جين.
5. الحلقة 226 «فخ لعبة القتال»: 
  1. مشهد جودي ساينتيميلون (جودي ستارلينغ) في محل ألعاب الفيديو.
6. الحلقة 230 «الراكب الغامض»:
  1. في بداية الحلقة: مشهد جين وفودكا وبلموت في البار.
  2. مشهد الظهور الأول لشويتشي في الباص.
7. الحلقة 258 «القادم من شيكاغو»:
  1. مشهد الظهور الأول لجيمس بلاكوتحدثه مع فريق المتحرين الصغار.
8. الحلقة 288 «سينشي كودو في نيويورك»:
  1. مشهد شويتشي مع ران.
  2. مشهد إنقاذ بلموت المتنكرة بالقاتل المتسلسل من قبل شينتشي وران.
9. الحلقة 345 «المواجهة وجهًا لوجه مع المنظمة السوداء»:
  1. مشهد فلاشباك جودي للحظة مقتل والدها من قبل بلموت.
  2. مشهد مواجهة بلموت مع جودي.
  3. مشهد تدخل تدخل كونان واختطافه.
  4. مشهد حديث كونان وبلموت وهروبها.
10. الحلقة 425 «الصدمة السوداء: لحظة الوقوع في قبضة المنظمة»:
  1. مشهد تعرف كوغورو على ميزوناشي رينا من قبل يوكو.
  2. مشهد الاتصال بين كير وجين.
  3. مشهد لقاء كير مع باقي أعضاء المنظمة السوداء.
  4. مشهد الإمساك بكير.
  5. مشهد المستشفى.
11. الحلقة 429 «الاثنان اللذان لن يلتقيا مرة أخرى»:
  1. مشهد أول ظهور لهوندو إيسوكي.
12. الحلقة 462 «ظل المنظمة السوداء»:
  1. مشهد إيسوكي يقوم بحيلة كشف الكذب.